# Alexander van Erbach-Schönberg
Alexander Lodewijk Alfred Everhard van Erbach-Schönberg (Schönberg, 12 september 1872 - Bensheim, 18 oktober 1944) was een prins uit het Huis Erbach-Schönberg.
Hij was de oudste zoon van Gustaaf van Erbach-Schönberg en Maria van Battenberg. Hij trouwde op 3 mei 1900 in Arolsen met Elisabeth van Waldeck-Pyrmont, het jongste zusje van de Nederlandse koningin Emma.
Het paar kreeg de volgende kinderen:
- Imma Gustave Marie Luise Pauline Edda Adolfine Hermine (1901-1947)
- Georg-Ludwig Friedrich Viktor Karl-Eduard Franz-Joseph Fst u.Gf zu Erbach-Schönberg (1903-1971)
- Wilhelm Ernst Heinrich Alfred (1904-1946)
- Helene Sophie Louise Hedwig Emilie Martha (1907-1979)